# لو ماريني
لو ماريني (بالإنجليزية: Lou Marini)‏ (و. 1945  م) هو ملحن، وعازف كلارينيت، وعازف ساكسفون، وعازف جاز، ومنتج أسطوانات، ومؤلفو موسيقى تصويرية أمريكي، ولد في تشارلستون، كارولاينا الجنوبية، يستخدم آلات ساكسفون تنور ‏، وساكسفون سوباراني ‏، وساكسافون ألتو.

## التعليم
تعلم في كلية الموسيقى في جامعة شمال تكساس ‏، وFairless High School ‏.

## وصلات خارجية
- لو ماريني على موقع IMDb (الإنجليزية)
- لو ماريني على موقع ميوزك برينز (الإنجليزية)
- لو ماريني على موقع أول ميوزيك (الإنجليزية)
- لو ماريني على موقع ديسكوغز (الإنجليزية)
- لو ماريني على موقع قاعدة بيانات الفيلم (الإنجليزية)

- لو ماريني في قاعدة بيانات الأفلام على الإنترنت